# Центральный (Кировская область)
Центра́льный — посёлок в Слободском районе Кировской области. Административный центр Озерницкого сельского поселения.

## География
Посёлок расположен на расстоянии примерно 34 км на север от районного центра города Слободской.

## История
Посёлок известен с 1950 года, когда здесь было учтено 166 хозяйств и 289 жителей.

## Население
| 2010 |
| ---- |
| 755  |

Постоянное население составляло 1456 жителей в 1989 году, 1041 человек (русские 96 %) в 2002 году, 755 человек в 2010 году.